# Magnicide
 (août 2024).
 (janvier 2022).

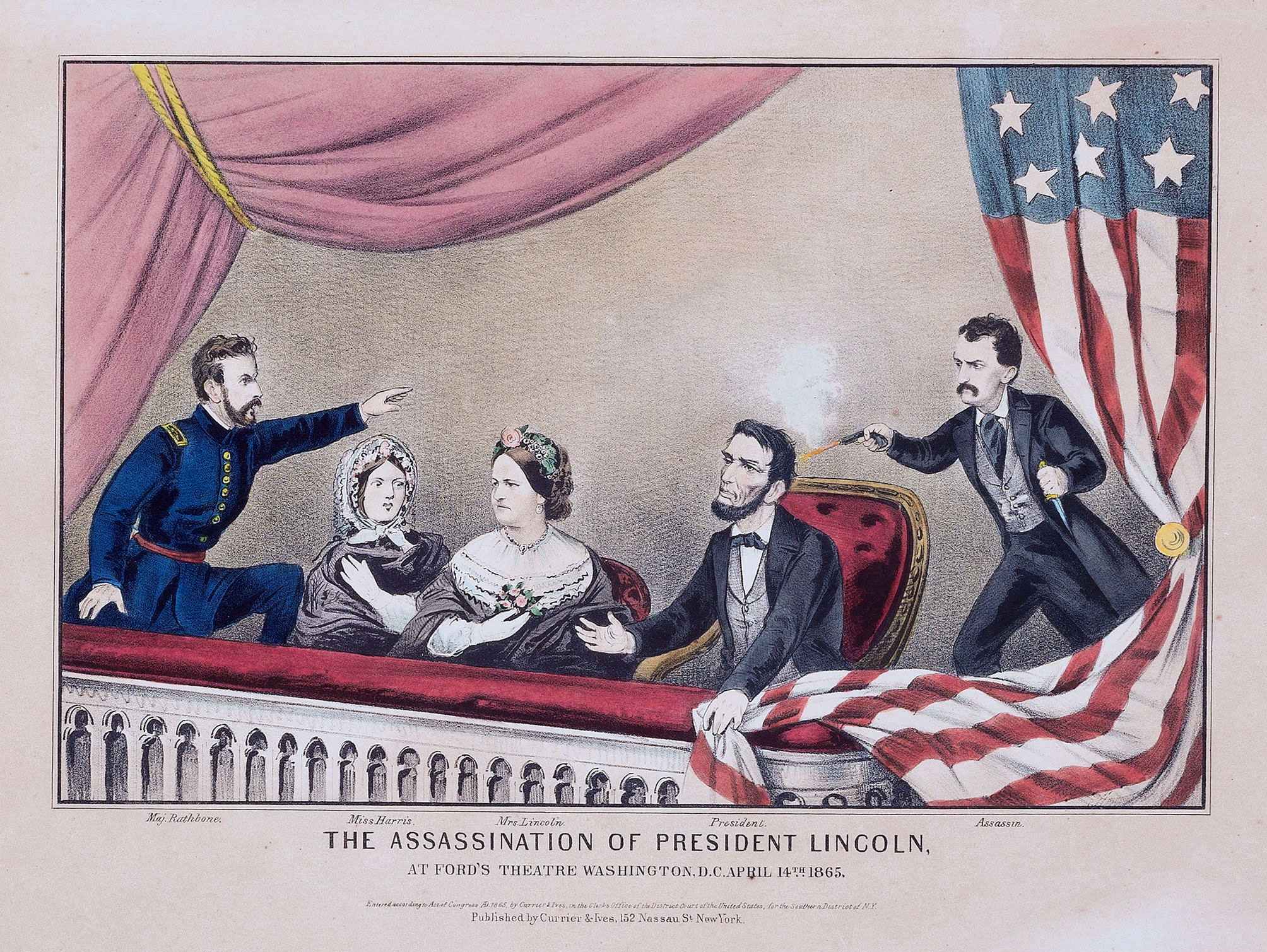
Lithographie de l'assassinat du président américain Abraham Lincoln.

Le magnicide (du latin magnatus, magnat « personne d’importance », par ajout du suffixe -cide , du latin caedere, « tuer ») est l'assassinat d'une personne importante, usuellement une figure politique, religieuse ou artistique. L'assassinat est motivé par des raisons idéologiques ou politiques, et vise à provoquer une crise politique ou à éliminer un adversaire perçu comme un obstacle afin de mener à terme les plans de la personne qui le commet. Le terme « magnicide » vise autant l'acte d'assassinat que la personne qui le commet.
La figure du magnicide a historiquement reçu les peines les plus lourdes dans les différents États tout au long de l'histoire pénale. Et traité comme aggravant, ou comme type propre. En général, il exige qu'il se produise la mort d'une ou plusieurs personnes déterminées en fonction de leur célébrité et se réunissent les types d'assassinat ou meurtre dans la commission du délit.
Dans quelques États, la figure reste réduite à la mort du chef d'État. Dans d'autres cas il est plus ample, il comprend au président du Gouvernement ou Premier ministre, aux présidents du Parlement ou Congrès et à la famille des chefs d'État, lorsque le système est une monarchie. Dans ce dernier cas, il inclut la mort des successeurs ou des héritiers directs de la Couronne.
Le terme s'est aussi utilisé pour nommer les assassinats de fameux dirigeants politiques et religieux, comme par exemple l'assassinat du président des États-Unis Abraham Lincoln, le vice-président du Paraguay Luis María Argaña, les candidats présidentiels colombiens Jorge Eliécer Gaitán et Luis Carlos Galán, l'ex-président du Chili Eduardo Frei Montalva, le candidat présidentiel mexicain Luis Donaldo Colosio Murrieta ou le leader hindou Gandhi.

## Les magnicides
Le magnicide n'a pas un profil unique. L'assassin de l'archiduc d'Autriche à Sarajevo était un patriote serbe.
L'assassin de Trotsky était un agent entraîné pour tuer et qui accomplissait les ordres de Staline. Les assassins de Yitzhak Rabin et de Anouar el-Sadate étaient des fanatiques religieux.
« L'unique trait commun à tous est le fait qu'ils ont l'assurance d'accomplir une mission dont les bénéfices justifient le sacrifice. » En étudiant chaque cas, nous pourrons trouver celui qui agit en solitaire ou en petit groupe, jusqu'au complot dans lequel s'associent les intérêts de différents groupes de pouvoir, groupes terroristes séparatistes ou d'idéologie extrémiste. Depuis le point de vue psychanalytique le magnicide se lie avec le complexe d'Œdipe, le roi ou président accomplissant le rôle du père.

## Types de magnicides

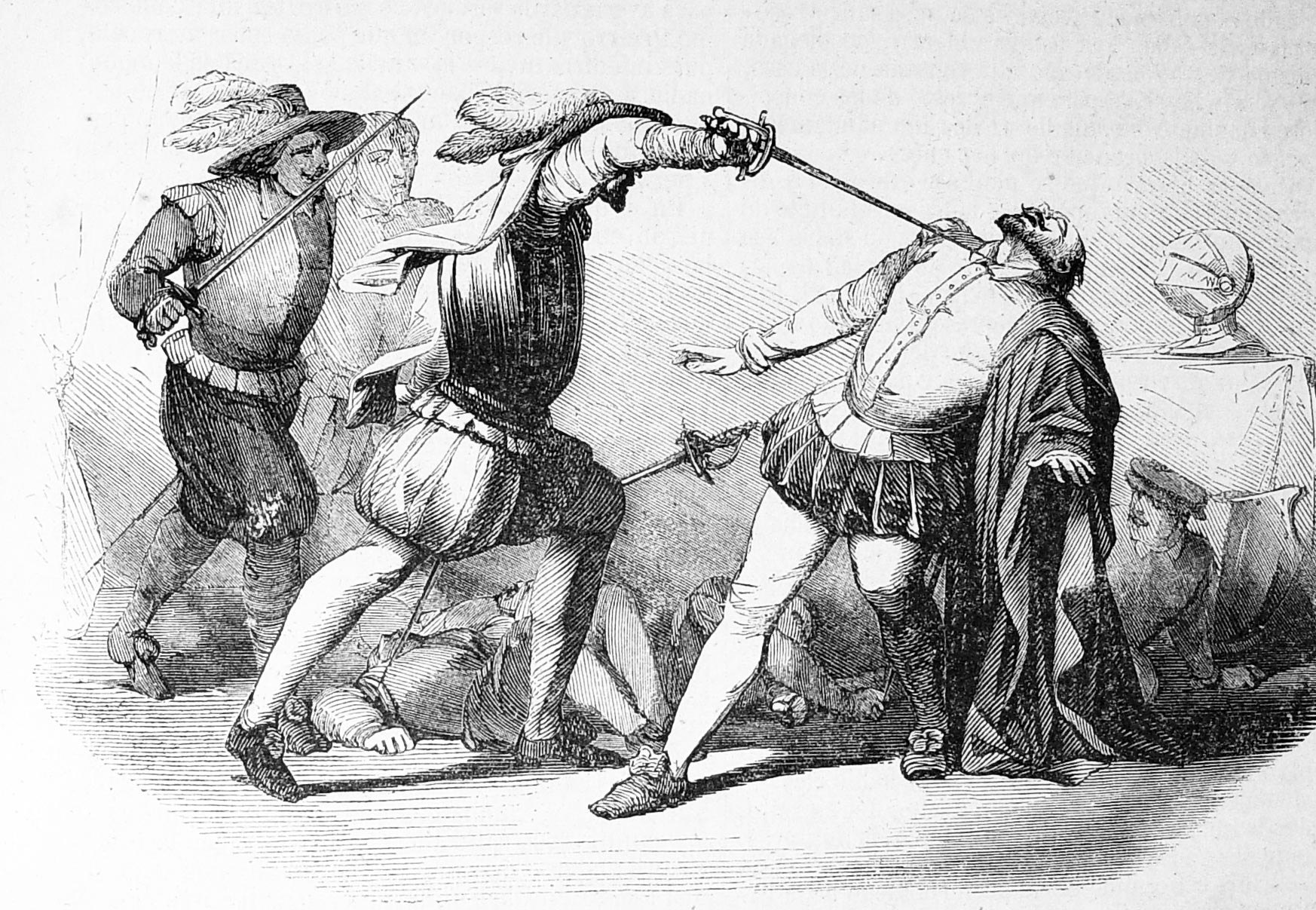
Juan de Rada assassinant Francisco Pizarro, gouverneur de la colonie espagnole de Nouvelle-Castille en Amérique du Sud.

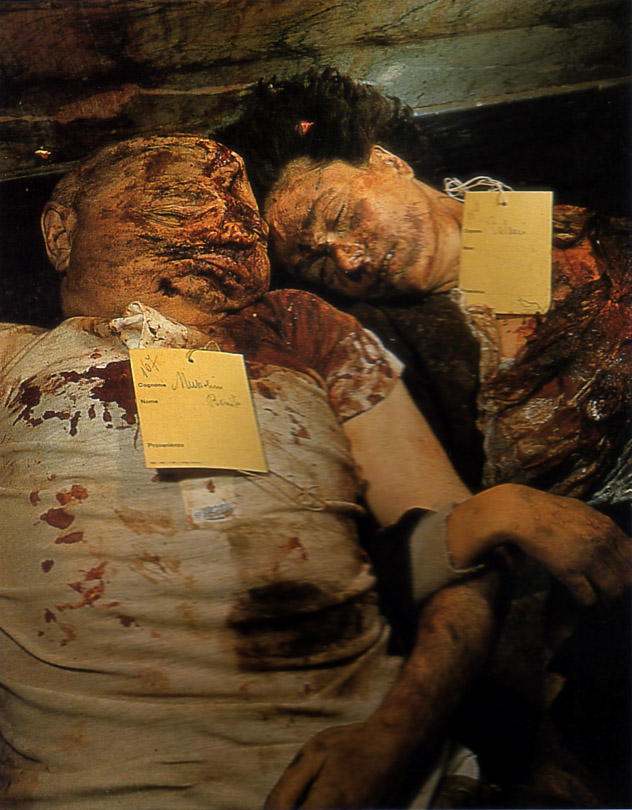
Cadavres du duce Benito Mussolini et son amante Clara Petacci après leurs assassinats par des partisans italiens à la fin de la Seconde Guerre mondiale.

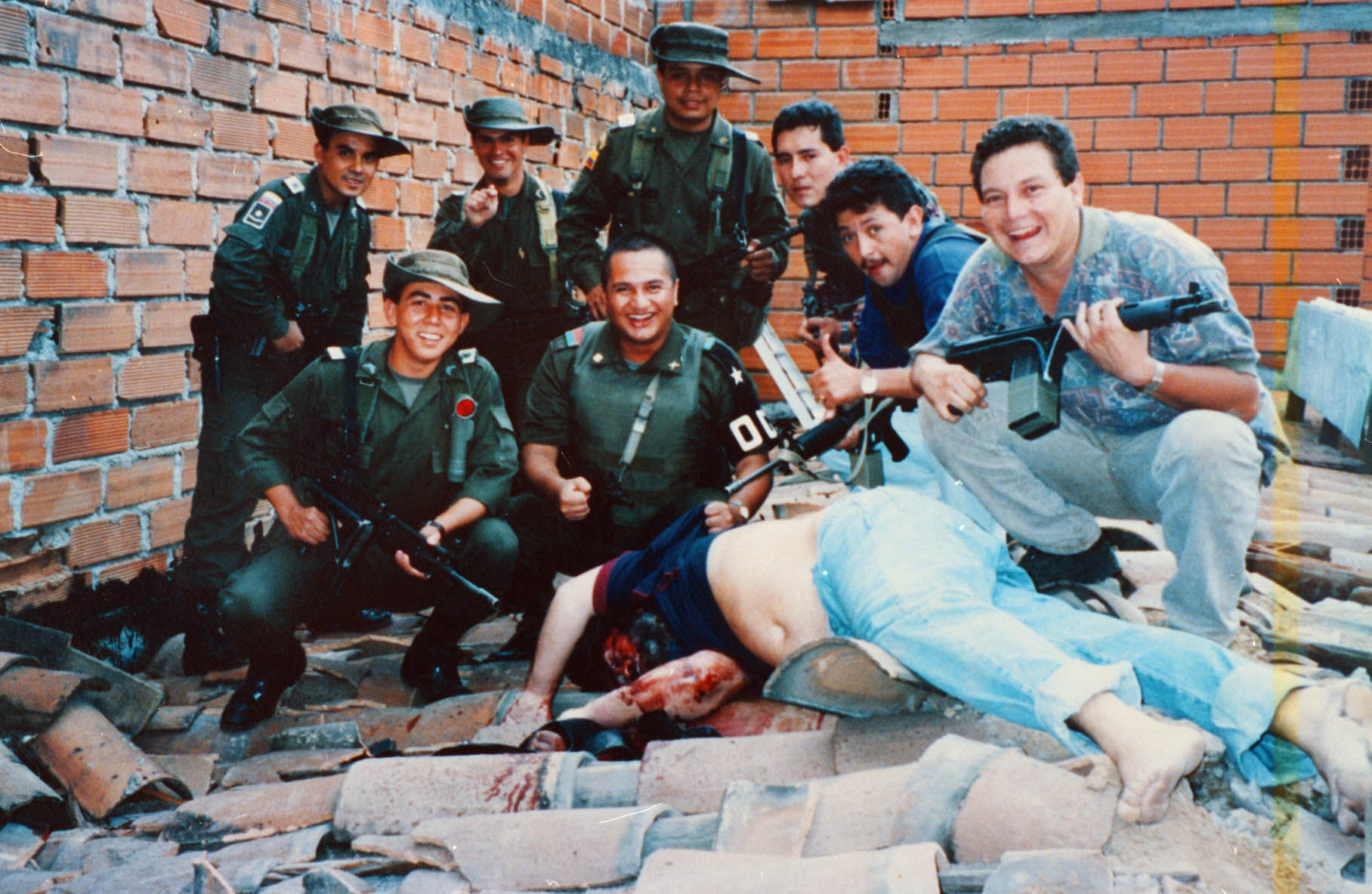
Cadavre du narcotrafiquant Pablo Escobar après avoir été abattu par le Bloc de recherche.

Il se peut établir divers classements pour les magnicides, par exemple en distinguant entre les planifiés, ratés et les réussis. [réf. nécessaire]
Selon le niveau de développement :
- Planifié et préparé (avorté avant d'être porté à la pratique).
- Tentative ratée, aussi bien que Amédée de Savoie, Alphonse XII, Porfirio Díaz, Lénine, Adolf Hitler, Charles de Gaulle, Ronald Reagan, Margaret Thatcher, Augusto Pinochet, Jean-Paul II, Gustavo Díaz Ordaz, Jorge Rafael Videla, Maximal Santos, Fidel Castro ou Donald Trump.
- Réalisé avec succès, ils sont les plus connus et médiatiques, aussi bien que ceux de François-Ferdinand d'Autriche, Abraham Lincoln, Francisco I. Madero, Manuel Enrique Araujo, Martin Luther King, Álvaro Obregón, Luis Donaldo Colosio, John F. Kennedy, José Santos Guardiola, Juan Idiarte Brode, Juan Prim, Humbert Ier, Eduardo Date, Léon Trotski, José Canalejas, Élisabeth de Bavière, Aldo Moro, Eduardo Frei Montalva, Mahatma Gandhi, Rafael Leonidas Trujillo, Jovenel Moïse ou Jorge Eliécer Gaitán.

D'autre part, ils pourraient se regrouper autour du contexte historique dans lequel ils se produisent, bien qu'ils présentent quelques difficultés pour établir une claire distinction de périodes. On se peut observer l'origine, dans la deuxième part du XIXe siècle, de la hausse d'action directe, comme forme de voie révolutionnaire, dans l'anarchisme violent et de courant nihiliste.
- Monde ancien, moderne et les débuts de l'ère contemporaine, aussi bien celui de Jules César, les régicides de Sanche II de Castille, Sanche Garcés IV de Pampelune de Peñalen, Pierre Ier de Castille, Henri III de France, Henri IV de France, Duncan Ier d'Écosse, Guillaume d'Orange, Jacques Stuart, Francisco Pizarro ou Jean-Paul Marat, l'exécution de Manuel Dorrego, l'assassinat du caudillo Facundo Quiroga, entre autres.
- Anarchisme et mouvement révolutionnaire entre 1850 et 1918, aussi bien ceux de Stolypin, Humberto I, Antonio Cánovas du Château, José Canalejas ou l'archiduc Francisco Fernando de l'Autriche.
- Violence fasciste, révolutionnaire, antirévolutionnaire et totalitaire, dans la période d'entre guerres, aussi bien que ceux de Matteotti et Trotsky.
- Conflits politique-civils internes, liés à la démocratisation, décolonisation, l'identité religieuse et nationale, aussi bien qu'Anastasio Somoza García, Benazir Bhutto, Itō Hirobumi ou Isaac Rabin.
- Conflits milieu international (Nord-Sud ; Islamismo radical).

Peut-être la plus commune selon la nature publique de la victime :
- Rois, présidents et chefs de gouvernement (e.g. : Antonio Cánovas du Château, José Canalejas, Eduardo Date, Anouar el-Sadate, Mouammar Kadhafi, Alexandre II de Russie, Humbert Ier, Abraham Lincoln, Olof Palme, Benito Mussolini, Indira Gandhi, Aldo Moro, Eduardo Frei Montalva, Carlos Delgado Chalbaud, Luis Miguel Sánchez Colline, Rafael Leonidas Trujillo, Burhanuddin Rabbani, Ali Abdallah Saleh, Samuel Kanyon Doe ou son prédécesseur William R. Tolbert), Jean-Jacques Dessalines, Cincinnatus Leconte, Vilbrun Guillaume Sam, Jovenel Moïse.
- Députés, parlementaires, candidats à des élections (e.g. : Gregorio Ordóñez, Jean Jaurès, Giacomo Matteotti, Robert F. Kennedy, Enzo Bordabehere, Luis Donaldo Colosio, Jorge Eliécer Gaitán, Jaime Guzmán, Luis Carlos Galán, etc).
- Leaders de mouvements sociaux, politiques et religieux (e.g. : Martin Luther King, Mahatma Gandhi, Malcolm X, Jaime Pardo Leal, Bernardo Jaramillo, Carlos Pizarro, Jose Antequera).
- Grands représentants des institutions de l'état (présidents de Cour suprême, gouverneurs civils, présidents régionaux, grand état majeur, Conseil d'État, etc.). Par exemple Luis Carrero Blanco, Louis Mountbatten, Rodrigo Lara Bonilla, Óscar Bonilla, José Francisco Ruiz Massieu ou Francisco Tomás et Brave).
- Intellectuels et artistes signifiés politiquement ou que représentent une icône d'un mouvement social (e.g. : John Lennon, Theo van Gogh, Alvaro Gomez Hurtado, Jaime Garzón).
- Leaders d'organisations criminelles (e.g. : Oussama Ben Laden, Pablo Escobar).

Les assassinats ou tentatives sur des célébrités du monde médiatique (artistes, musiciens, communicateurs, sportifs, etc.) n'entreraient pas dans cette catégorie, ne représentant pas le Gouvernement et vie politique. Nous écarterions alors les cas d'Andy Warhol en 1968 ou la joueuse de tennis Monica Seles en 1993.

## Fictions à propos des magnicides
Il existe un nombre significatif de créations dans la fiction narrative littéraire et cinématographique basées sur des assassinats historiques de grands dirigeants politiques et figures d'importance publique. Quelques-unes offrent suffisamment de rigueur historique pour être une source intéressante pour connaître les faits et le contexte, ainsi que d'autres qui inventent des magnicides ou tentatives pour des personnages fictifs ou historiques.
En premier lieu nous pourrions souligner le cinéma et la télévision, qui suit ou reconstitue avec fidélité, quelques magnicides soulignés:
- JFK, réalisé par Oliver Stone en 1991, sur l'assassinat de John F. Kennedy.
- Opération Ogre, réalisé par Gillo Pontecorvo en 1980, sur l'amiral Carrero Blanco.
- L'assassinat de John Lennon, réalisé par J.P. Schaefer en 2007, sur Lennon.
- Opération Walkyrie, réalisé par Jo Baier en 2004, sur la tentative ratée d'éliminer Hitler.
- Lorca, mort d'un poète, série télévisée réalisée par Juan Antonio Bardem en 1987.
- Lorca, réalisé par Iñaki Elizalde en 1998.
- L'Attentat, film mexicain de Jorge Fons.
- Colosio : L'assassinat, film mexicain de Carlos Bolado.
- Le patient interne, documentaire mexicain sur la tentative d'assassinat du président Gustavo Díaz Ordaz.

Par ailleurs, la fiction s'utilise librement autour d'un fait réel concret ou en bâtissant un magnicide hypothétique ou, sans objections, totalement fantastique. Par exemple les romans Le cas Kurilov, d'Irène Némirovsky, L'Agent secret de Joseph Conrad, Chacal de Frederick Forsyth, L'homme de Saint-Pétersbourg de Ken Follett et Docteur Guillotine, de Lom Herbert, ou l'œuvre de théâtre de Peter Weiss Marat/Sade.